# XZ Utils
XZ Utils (anteriormente, LZMA Utils) es un conjunto de utilidades libres de compresión de datos sin pérdida para línea de comandos, incluidos los programas lzma y xz, para sistemas operativos tipo Unix y —a partir de la versión 5.0— Microsoft Windows. Para la compresión/descompresión se utiliza el algoritmo de cadena de Lempel-Ziv-Markov (LZMA). XZ Utils comenzó como una adaptación a Unix del SDK LZMA de Ígor Pávlov, modificado para adaptarse a entornos Unix y su estructura y comportamiento habituales.

## Funcionalidades y prestaciones
En la mayoría de los casos, xz logra tasas de compresión más altas que alternativas como gzip y bzip2. La velocidad de descompresión es mayor que bzip2, pero menor que gzip. La compresión puede ser mucho más lenta que gzip y es más lenta que bzip2 para altos niveles de compresión, y es más útil cuando un archivo comprimido se usará muchas veces.  
XZ Utils consta de dos componentes principales:
- xz, el compresión y descompresor (análogo a gzip)
- liblzma, una biblioteca de software con una API semejante a zlib

Existen varios atajos de línea de órdenes, como lzma (para xz --format=lzma ), unxz (para xz --decompress ; análogo a gunzip ) y xzcat (para unxz --stdout ; análogo a zcat )
XZ Utils permite comprimir y descomprimir los formatos de archivo xz y lzma, pero como el formato LZMA ahora es considerado heredado,  XZ Utils comprime de forma predeterminada a xz.

### Descubrimiento en 2024 de una puerta trasera
El 29 de marzo de 2024, se publicó un hilo en la lista de correo oss-security de Openwall que mostraba que el código de liblzma había sido comprometido.  El autor del hilo, Andrés Freund, identificó archivos de prueba comprimidos que habían sido agregados al código para crear una puerta trasera mediante añadidos al script de configuración en los archivos tar . Comenzó su investigación porque sshd estaba usando una gran cantidad de CPU .  El problema se rastreó con el ID CVE 2024-3094 de vulnerabilidades y exposiciones comunes.

## enlaces externos
- Sitio web oficial en Internet Archive
- Página del proyecto en SourceForge

- Datos: Q539460